# AMBER Alert Portal Indy 300 2005
AMBER Alert Portla Indy 300 var ett race som var den tolfte deltävlingen i Indycar Series 2005. Racet kördes den 14 augusti på Kentucky Speedway. Scott Sharp tog sin åttonde och sista IndyCar-seger, efter att ha besegrat Vitor Meira med 0,077 sekunder. Mästerskapsledaren Dan Wheldon tog ytterligare ett steg mot titeln med en tredjeplats.

## Slutresultat
| Plats | Förare             | Team                     | Grid | Kvaltid |
| ----- | ------------------ | ------------------------ | ---- | ------- |
| 1     | Scott Sharp        | Fernández Racing         | 7    | 24,553  |
| 2     | Vitor Meira        | Rahal Letterman Racing   | 6    | 24,548  |
| 3     | Dan Wheldon        | Andretti Green Racing    | 2    | 24,496  |
| 4     | Alex Barron        | Cheever Racing           | 18   | 24,782  |
| 5     | Hélio Castroneves  | Marlboro Team Penske     | 15   | 24,730  |
| 6     | Buddy Lazier       | Panther Racing           | 8    | 24,561  |
| 7     | Sam Hornish Jr.    | Marlboro Team Penske     | 3    | 24,518  |
| 8     | Kosuke Matsuura    | Fernández Racing         | 14   | 24,728  |
| 9     | A.J. Foyt IV       | A.J. Foyt Enterprises    | 12   | 24,722  |
| 10    | Jimmy Kite         | Hemelgarn Racing         | 20   | 24,802  |
| 11    | Tomáš Enge         | Panther Racing           | 23   | -       |
| 12    | Patrick Carpentier | Cheever Racing           | 19   | 24,793  |
| 13    | Ryan Briscoe       | Chip Ganassi Racing      | 13   | 24,725  |
| 14    | Buddy Rice         | Rahal Letterman Racing   | 10   | 24,629  |
| 15    | Jaques Lazier      | Chip Ganassi Racing      | 17   | 24,774  |
| 16    | Danica Patrick     | Rahal Letterman Racing   | 1    | 24,494  |
| 17    | Roger Yasukawa     | Dreyer & Reinbold Racing | 16   | 24,738  |
| 18    | Dario Franchitti   | Andretti Green Racing    | 9    | 24,571  |
| 19    | Bryan Herta        | Andretti Green Racing    | 11   | 24,652  |
| 20    | Tony Kanaan        | Andretti Green Racing    | 5    | 24,542  |
| 21    | Tomas Scheckter    | Panther Racing           | 22   | -       |
| 22    | Ed Carpenter       | Vision Racing            | 21   | 24,964  |
| 23    | Scott Dixon        | Chip Ganassi Racing      | 4    | 24,522  |